# マイケル・マクガヴァン
マイケル・マクガヴァン（Michael McGovern、1984年7月12日 - ）は北アイルランド・エニスキレン出身の元サッカー選手。サッカー指導者。元サッカー北アイルランド代表。現役時代のポジションはゴールキーパー。

## 経歴

### クラブ
2001年、セルティックFCでプロキャリアをスタート。セルティックには5シーズン在籍したものの、トップチームで出場することはついに無かった。
2008年6月、ダンディー・ユナイテッドFCへシーズンいっぱいの契約で加入。しかしここでも出番がなく、1シーズンで退団した。
2009年6月、ロス・カウンティFCへ加入。ここでようやくレギュラーを獲得した。2011年7月、フリーでフォルカークFCへ加入。2014年6月、ハミルトン・アカデミカルFCへ単年契約で加入。
2016年7月、ノリッジ・シティFCと3年契約を結んだ。
2023-2024シーズン終了後に現役引退し、2024年からはクイーンズ・パークFCでゴールキーパーコーチを務めている。

### 代表
ユース年代ではU-19とU-21代表歴がある。
2008年3月、A代表初招集。2010年5月のチリ戦で初キャップ。
2回目の出場は2015年まで待たなければならなかったが、それ以降はファーストチョイスに定着。UEFA EURO 2016予選では好守でチームを支え予選突破に貢献した。UEFA EURO 2016グループステージ最終戦のドイツ戦ではビッグセーブを連発し決勝トーナメント進出に貢献した。

## 所属クラブ
- セルティックFC 2004-2008

→ ストランラーFC 2005 (loan)
→ セント・ジョンストンFC 2006 (loan)
- ダンディー・ユナイテッドFC 2008-2009
- ロス・カウンティFC 2009-2011
- フォルカークFC 2011-2014
- ハミルトン・アカデミカルFC 2014-2016
- ノリッジ・シティFC 2016-2023
- ハート・オブ・ミドロシアンFC 2023-2024
- → リビングストンFC 2024 (loan)

## タイトル
セルティックFC
- スコティッシュカップ：2回 (2003-04, 2006-07)

ロス・カウンティFC
- スコティッシュチャレンジカップ：1回 (2010-11)

フォルカークFC
- スコティッシュチャレンジカップ：1回 (2011-12)

ノリッジ・シティFC
- EFLチャンピオンシップ：2回 (2018-19, 2020-21)